# Operazione poker
Operazione poker è un film del 1965 diretto da Osvaldo Civirani.

## Trama
Mentre l'agente Forest scorta un ufficiale vietnamita  verso la sede delle Nazioni Unite, molti paesi sono interessati a una segreta e rivoluzionaria invenzione.